# Sloane Street
Sloane Street est une rue de Londres.

## Situation et accès
Orientée nord-sud depuis Knightsbridge jusqu'à Sloane Square, elle croise Pont Street à peu près en son milieu et se situe tout entière dans le district royal de Kensington et Chelsea.
La rue est desservie au sud par l’unique station de métro de Chelsea, Sloane Square, où circulent les trains des lignes  Circle  District, et au nord par la station Knightsbridge, desservie par la ligne  Piccadilly.

## Origine du nom

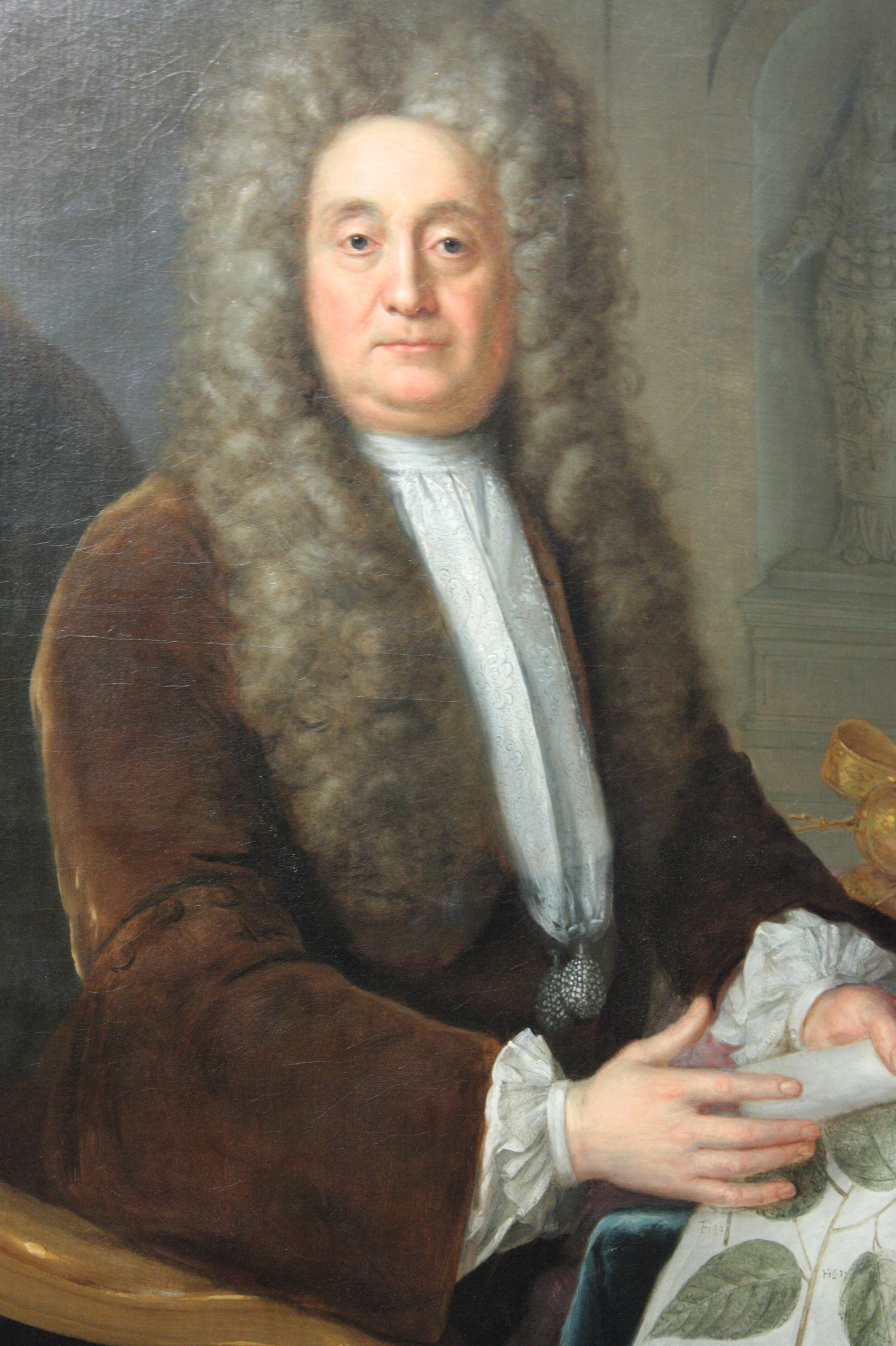
Hans Sloane.

Sloane Street doit son nom à Sir Hans Sloane, qui acquiert les terrains avoisinants en 1712. De nombreux immeubles de la rue sont encore la propriété de ses descendants, les comtes Cadogan, par l'intermédiaire de la Société des domaines Cadogan (Cadogan Estates).

## Historique

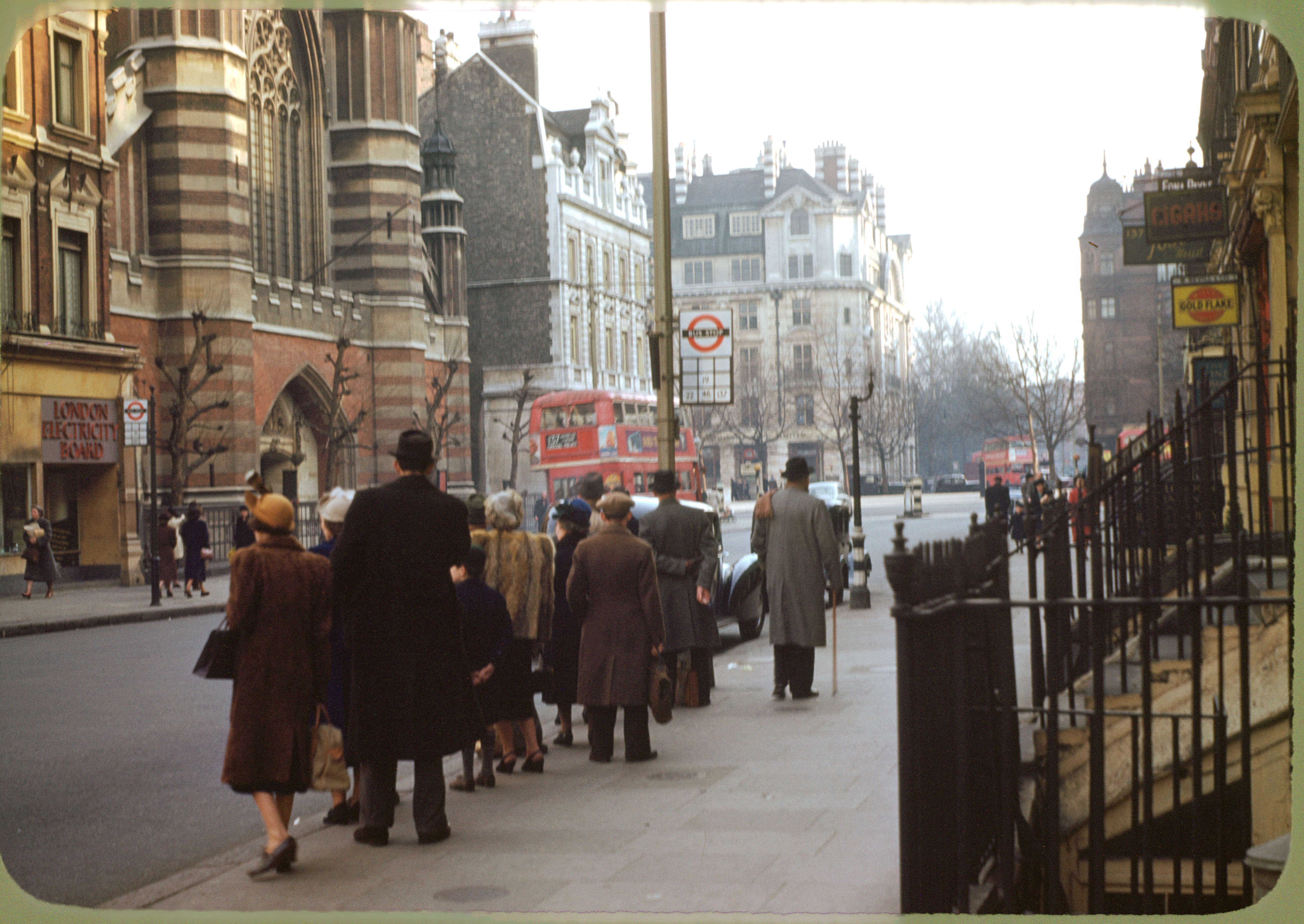
Vue de la partie sud de Sloane Street vers 1949, montrant la façade de l'église de la Sainte Trinité (Holy Trinity Sloane Street), avec au fond Sloane Square.

Sloane Street a été longtemps la rue des boutiques à la mode, en particulier dans sa partie nord, à proximité de Knightsbridge que l'on appelle familièrement Upper Sloane Street. Depuis les années 1990, la notoriété de Sloane Street s'est encore accrue pour devenir comparable à celle de Bond Street, qui pendant deux siècles a été la rue commerçante la plus luxueuse de Londres. On trouve actuellement dans Sloane Street les enseignes les plus prestigieuses du monde de la mode.
Sloane Street et Sloane Square sont à l'origine de la dénomination des Sloane Rangers (jeu de mots avec Lone Ranger) qui étaient des jeunes femmes de la classe supérieure anglaise souvent rencontrées dans le quartier. Il s'agit à peu près de l'équivalent féminin des Hooray Henry, terme qui désigne des jeunes gens des classes aisées, élèves des public schools britanniques.

## Bâtiments remarquables et lieux de mémoire

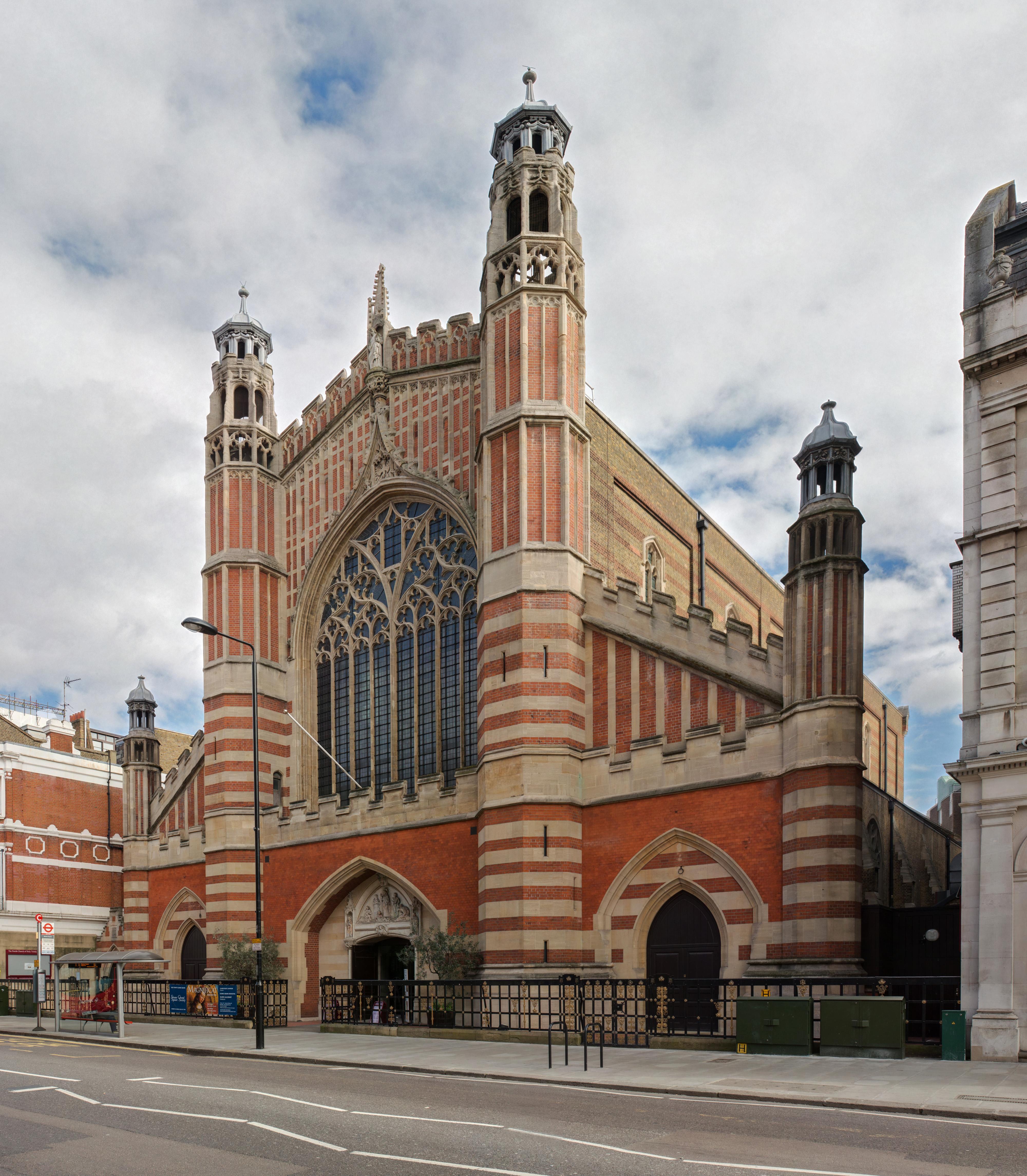
Église de la Sainte-Trinité.

- La moitié nord de la rue se trouve à proximité de Knightsbridge et l'on y trouve des blocs résidentiels élégants de style moderne et dont l'entrée est surveillée en permanence par des portiers, tels que l'hôtel Cadogan et l'hôtel Millennium. À l'ouest de la rue, sur Basil Street et Hans Crescent, on trouve tout à proximité le grand magasin Harrods. De l'autre côté de la rue, en allant vers l'est, on tombe immédiatement sur Lowndes Square.
- La moitié sud de la rue est de caractère beaucoup plus individuel, avec un certain nombre d'immeubles en brique rouge typiques du style hollandais de Pont Street, construits au XIXe siècle par le comte Cadogan, et abritant d'élégants appartements. Dans la partie résidentielle la plus exclusive de la rue, située entre Sloane Square et Cadogan Place, certaines demeures sont restées sous forme de maisons individuelles. Au début de l'année 2007, certaines propriétés de ce secteur ont été vendues à plus de 2 500 £ le pied carré avec crédits à long terme.
- Parmi les édifices les plus remarquables on trouve l'église de la Sainte Trinité de Sloane Street (Holy Trinity Sloane Street) de l'architecte victorien JD Sedding, l'ambassade royale du Danemark conçue par Arne Jacobsen, et l'ambassade du Pérou.
- No 75 : hôtel Cadogan ; l’écrivain Oscar Wilde (1854-1900) y est arrêté pour affaire de mœurs dans la chambre no 53 le 6 avril 1895[1]. Il fut également fréquenté par le roi Édouard VII, accompagné de ses maîtresses. Au début des années 1970, le chanteur Serge Gainsbourg y loge, alors qu'il travaille sur Histoire de Melody Nelson ; le Cadogan est alors un établissement en partie délabré, loin du palace qu'il est devenu depuis[2].

### Résidents célèbres
- L’aventurier Joseph Balsamo (1743-1795), comte de Cagliostro, résida dans la rue[3].